# Воля-Єдлінська
Воля-Єдлінська (пол. Wola Jedlińska) — село в Польщі, у гміні Ладзиці Радомщанського повіту Лодзинського воєводства.
Населення — 526 осіб (2011).
У 1975-1998 роках село належало до Пйотрковського воєводства.

## Демографія
Демографічна структура станом на 31 березня 2011 року:
|          | Загалом | Допрацездатний вік | Працездатний вік | Постпрацездатний вік |
| -------- | ------- | ------------------ | ---------------- | -------------------- |
| Чоловіки | 275     | 72                 | 184              | 19                   |
| Жінки    | 251     | 49                 | 147              | 55                   |
| Разом    | 526     | 121                | 331              | 74                   |